# Dorothy Parker
Dorothy Parker (Long Branch 22 de agosto de 1893 — Nova Iorque, 7 de julho de 1967) foi uma escritora, poetisa, dramaturga e crítica estadunidense, conhecida pelo olhar perspicaz sobre a sociedade norte-americana do início do século XX.
Aclamada no meio literário, Dorothy teve uma infância difícil e problemática. Suas publicações ganharam destaque em jornais da época, tal como o The New Yorker. Esteve em Hollywood, onde passou a buscar a carreira de roteirista, bastante bem sucedida, com duas indicações ao Oscar. Seu estrelato foi ofuscado por suas posições políticas de esquerda, o que a levou a cair na lista negra da indústria de Hollywood.

## Vida pessoal
Apelidada pela família como Dot ou Dottie, Dorothy Parker nasceu em Long Branch, estado de Nova Jérsei em 1893. Era filha de Jacob Henry e Eliza Annie Rothschild (antes Marston). A família morava no número 732, da Ocean Avenue, em Long Branch, uma casa de verão de frente para a praia. Sua mãe era de ascendência escocesa e seu pai era descendentes de judeus alemães.
Em seu ensaio "My Hometown", Dorothy conta que seus pais a levaram para seu apartamento em Manhattan, no Dia do Trabalho para que ela pudesse se chamar uma "verdadeira nova-iorquina". Sua mãe morreu em West End, em julho de 1898, quando Dorothy estava para completar cinco anos. Seu pai se casou novamente em1900 com uma mulher chamada Eleanor Francis Lewis. Dorothy odiava seu pai, a quem acusou de abusos. Ela também odiava a madrasta, a quem recusava chamar de mãe, madrasta, até mesmo de Eleonor, chamando-a apenas de governanta.
Dorothy cresceu no Upper West Side, frequentando uma escola da Igreja Católica, no Convento da Sagrada Bênção, apesar de ter um pai judeu e uma madrasta protestante. Uma de suas colegas foi a poeta Mercedes de Acosta. Mais tarde, Parker gracejou afirmando ter sido convidada a sair, devido à sua caracterização da Imaculada Concepção como "combustão espontânea". Sua madrasta morreu em 1903, quando Dorothy tinha apenas 9 anos. Logo depois, ela foi para a Escola para Meninas da Srta. Dana, uma escola secundária em Morristown, Nova Jérsei, de onde se formou em 1911, aos 18 anos.
Após a morte do pai, em 1913, Dorothy passou a tocar piano em uma escola de dança para poder ganhar a vida.

## Carreira
Seu primeiro poema foi vendido para a revista Vanity Fair em 1914 e alguns meses depois ela foi contratada como editora assistente para a revista Vogue. Em 1917, ela conheceu o corretor de Wall Street, Edwin Pond Parker II, com quem se casou no mesmo ano, mas os dois ficaram separados quando ele foi convocado para servir na Primeira Guerra Mundial. Dorothy tinha sentimentos confusos sobre sua herança judaica devido ao forte antissemitismo da época e brincava que o casamento lhe ajudou a escapar de seu sobrenome original.

## Últimos anos

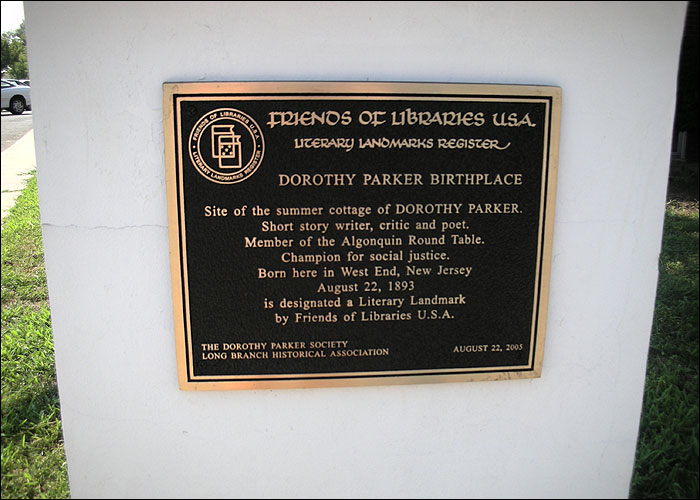
Placa do memorial de Dorothy Parker

Dorothy retornou para Nova York depois de um período em Hollywood, instalando-se no Hotel Volney. Em seus últimos anos, ela viria denegrir o grupo que lhe trouxera a notoriedade inicial, o Algonquin Round Table. Ocasionalmente era possível ouvi-la no rádio, com escritora convidada e crítica regular de literatura.
Dorothy Parker faleceu em 7 de junho de 1967, devido a um infarto, aos 73 anos. Em seu testamento, ela deixava todos os seus bens para o Dr. Martin Luther King, Jr.. Com a morte de King, seus bens passaram para a NAACP. Seu corpo foi cremado e suas cinzas permaneceram no escritório de seu advogado, Paul O'Dwyer, por 17 anos.
Em 1988, a NAACP requisitou as cinzas de Dorothy e criou um jardim memorial em sua homenagem na sede da associação, em Baltimore. Na placa, no local, está escrito:
| “ | Aqui jaz Dorothy Parker (1893–1967), humorista, escritora, crítica. Defensora dos direitos humanos e civis. Em seu epitáfio, ela sugeriu que estivesse escrito 'Desculpe minhas cinzas'. Este memorial é dedicado ao seu espírito nobre que celebrou a unicidade da humanidade e os laços da eterna amizade entre negros e judeus. Dedicado pela Associação Nacional para o Progresso de Pessoas de Cor, 28 de outubro de 1988. | ” |